# Pyrrhia immixta
Pyrrhia immixta är en fjärilsart som beskrevs av Dyar 1925. Pyrrhia immixta ingår i släktet Pyrrhia och familjen nattflyn. Inga underarter finns listade.